# Bayamón Fútbol Club
El Bayamón Fútbol Club és un club porto-riqueny de futbol de la ciutat de Bayamón, fundat el 1999.

## Palmarès
- Liga Mayor de Fútbol Nacional:[3]
  - 2000, 2002
- Puerto Rico Soccer League:[3]
  - 2009
- Liga Nacional de Fútbol de Puerto Rico:[3]
  - 2011, 2012
- FPF Preparatory Tournament:
  - 2018[4]

- Campionat de clubs de la CFU:[5]
  - 2014